# أسقفية أوهريد الأرثوذكسية
أسقفية أوهريد الأرثوذكسية (بالمقدونيَّة: Православна Охридска Архиепископија)، أسقفية أرثوذكسية شرقية شبه مستقلة في جمهورية مقدونيا تتبع البطريركية الصربية. ويلقب رأسها بأسقف أوهريد وميتروبوليت سكوبيا.
عام 1967 وقع انشقاق بين الكنيسة الصربية والمقدونية، على إثره أعلنت الكنيسة المقدونية الأرثوذكسية استقلالها، ولكنها لم تلق اعترافا بقانونيتها وشرعيتها من المجمع الأرثوذكسي المقدس. وعام 2002 وبعد فشل المفاوضات لإعادة الوحدة بين الكنيستين قامت البطريركية الصربية بتشكيل أسقفية جديدة في جمهورية مقدونيا يرأسها الأسقف جوفان Jovan والذي كان سابقا أسقفاً مقدونياُ خرج عن الكنيسة المقدونية الأرثوذكسية. ليصبح أول رعاة أسقفية أوهريد حديثة التأسيس.

## وصلات خارجية
- الموقع الرسمي لأسقفية أوهريد الأرثوذكسية